# Betty Mü

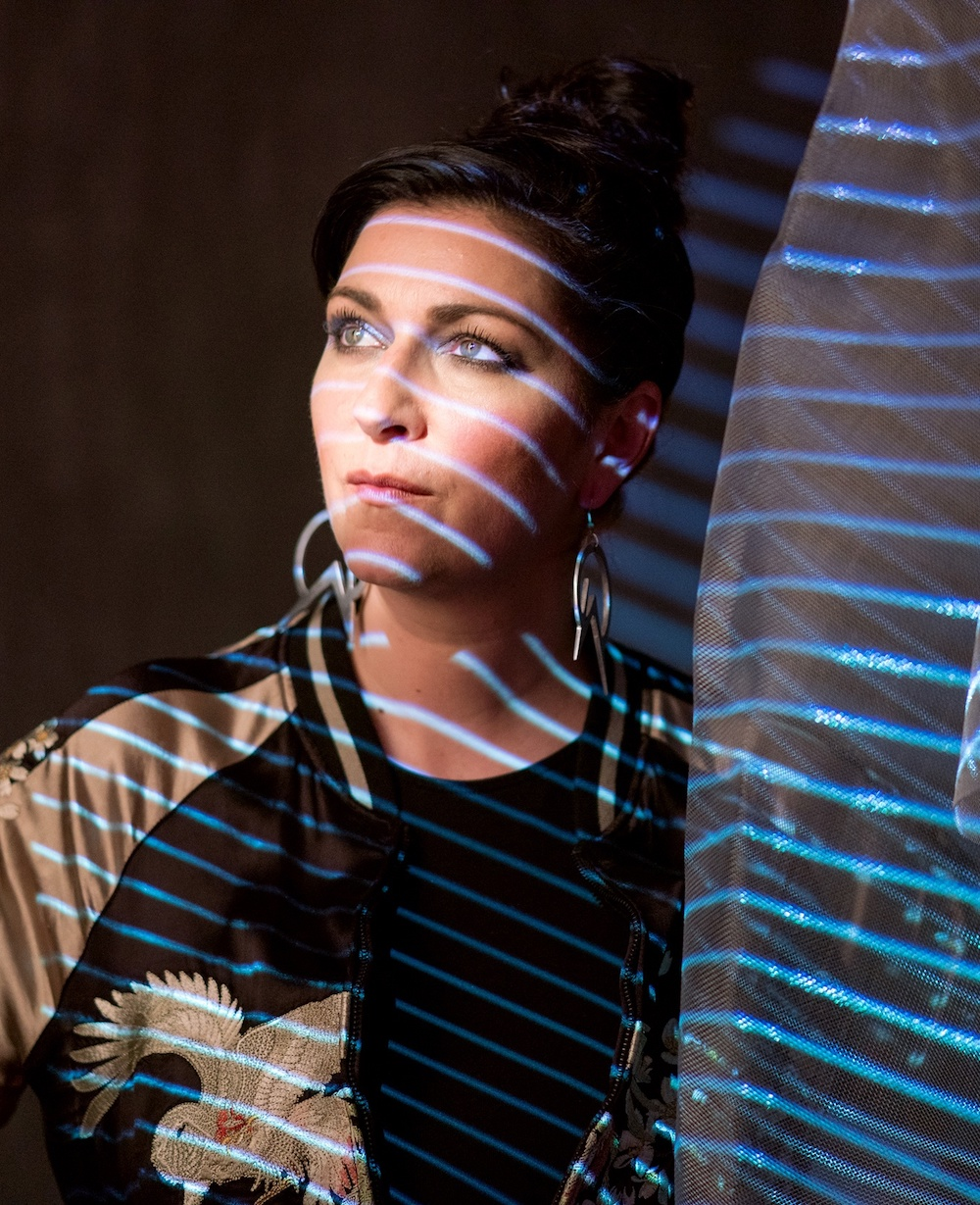
Betty Mü

Betty Mü (Bettina Müller; * 18. April 1973 in München-Schwabing) ist eine deutsche Video-, Installations- und Projektionskünstlerin.

## Leben und Schaffen
Betty Mü wuchs in München auf. 1995 zog sie nach New York, wo sie als Art-Directorin arbeitete und an der New York University und der School of Visual Arts Kurse belegte. Sie fing an mit Super8 Kameras und Projektoren zu experimentieren und startet mit Video- und LiveVisuals. Nach 6 Jahren kehrte sie nach München zurück, wo sie ihre Erfahrungen als Live-Visualistin weiter ausführte und mit Videoinstallationen begann. Ihr technisches Handwerk erarbeitete sie sich in langjähriger Erfahrung als Clubvisualistin, im Videoschnitt und der Post-Produktion.
Betty Mü entdeckte die VideoMappingtechnik (eine künstlerische Methode, jede erdenkliche geometrische Form, millimetergenau mit Projektoren zu vermessen und exakt mit Video zu erfassen und zu bespielen) für sich und ließ in Arbeiten bewegte Bilder mit Oberflächen sowie Objekten sich verschmelzen. Betty Mü realisiert auch interaktive Installationen.

## Ausstellungen
- 2003: Richard Bartz und Betty Mü Live At Harry Klein, München[1][2]
- 2011: Nachtmuseum: Salon der Vielfältigkeit 2: Münchner Stadtmuseum, München[3]
- 2011: Heart on the Streets: Salon der Vielfältigkeit 2: Kunstverein Kunstarkaden, München[4]
- 2012: 100 Jahre Großmarkthalle: Essen und Wahrheit: Münchner Stadtmuseum, München[5][6]
- 2012: 100 Jahre Münchner Kammerspiele: La Ritournelle: Münchner Kammerspiele, München[7]
- 2013: Indivisualist: WINGS: Galerie der Künstler, München[8]
- 2013: Unter Deck - Auf Tauchstation[9]
- 2015: 150 Jahre Gärtnerplatztheater: Videomapping auf die Fassade: Gärtnerplatztheater, München[10][11]
- 2015: ArtisFaction: Videomapping Rotunde: Pinakothek der Moderne, München[12][13]
- 2016: Artmuc München 2016[14]
- 2017: Harry Klein, München: Aesthetic Beast #2[15]
- 2018: Artmuc München 2018[16]
- 2019: Infinity Cube / Fidschis Space – ART25.SPACE, München[17][18]
- 2019: Hochhausmapping – Corso Leopold, München[19][20]
- 2020/21: Das Kunstareal verbindet – Lichtaktion – Kunstareal, München[21][22][23][24]
- 2021: Videoinstallation zum internationalen Tag des Gedenkens an die Opfer des Nationalsozialismus – NS-Dokumentationszentrum, München[25]
- 2021: VideoArt4Future – The Container Project, München[26]
- 2021: Bright Festival Connect – Flower Fondue, Leipzig[27]
- 2022: Waterkant Festival – EgoSphere, Kiel[28]
- 2022: Lichtfest Leipzig - "Das ICH und das WIR", Installation in Erinnerung an die Montagsdemonstrationen 1989[29]
- 2023: Festival of Lights Berlin - "Liquid Garden", Großprojektion/Mapping[30]
- 2023: MUSA Museum der Künste Guadalajara, Jalisco, Mexiko - Immersive Projektion[31]
- 2024: BLINK Festival Cincinnati, Ohio, USA - "Hey Sister", Hochhaus-Projektion[32]
- 2025: Historisches Museum, Regensburg - "Inside Out - Liebe, Frieden, Gerechtigkeit, Stärke, Weisheit" - Videomapping zum Weltfrauentag[33]